# Zusters van Liefde van Onze Lieve Vrouw, Moeder van Barmhartigheid

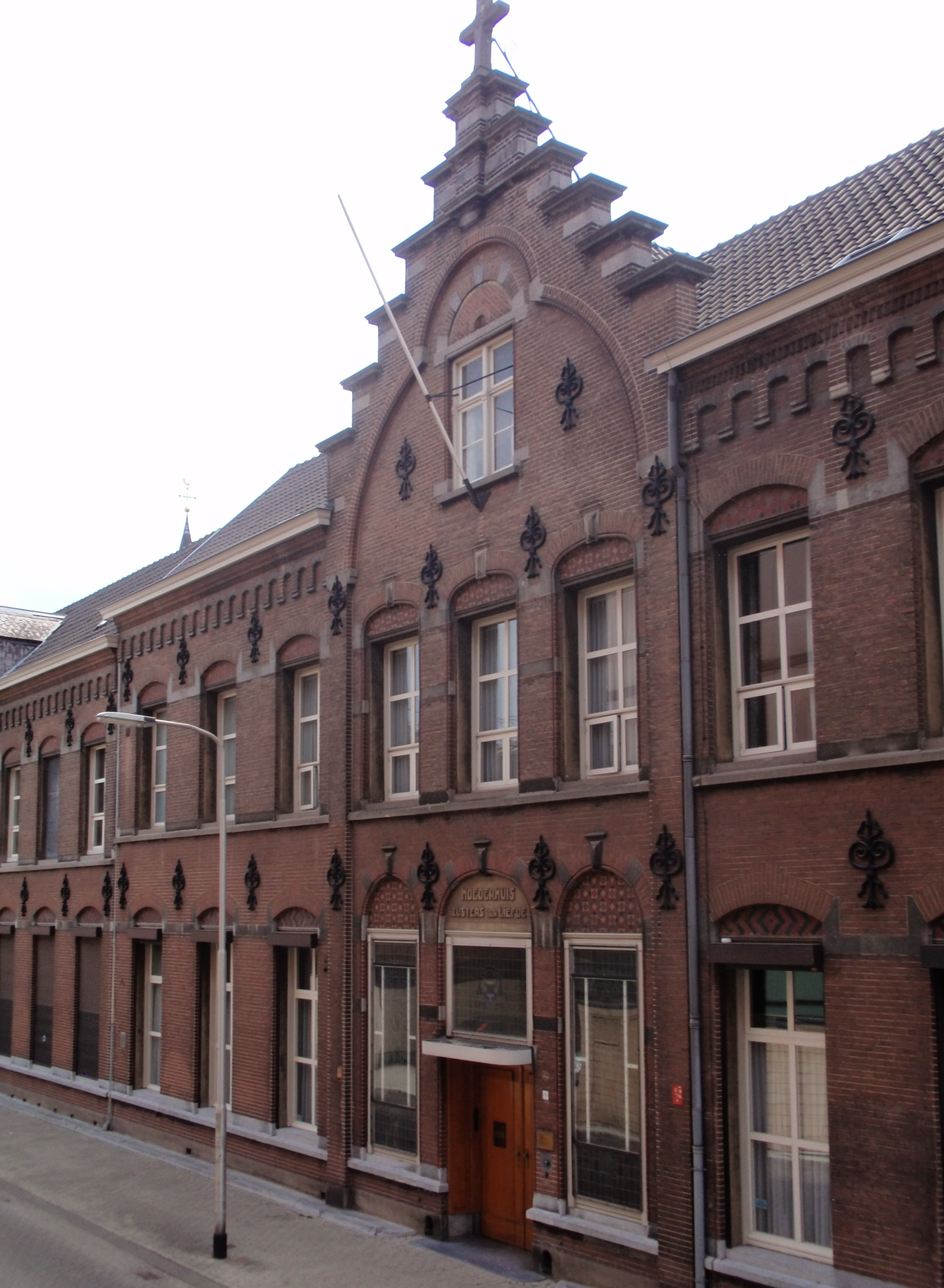
Het moederhuis op de hoek van de huidige Kloosterstraat en de Oudedijk.

De Zusters van Liefde van Onze Lieve Vrouw, Moeder van Barmhartigheid (Latijnse naam: Sorores Caritatis Matris Misericordiae, S.C.M.M.), ook bekend als de Zusters van Tilburg is een katholieke congregatie die in 1832 te Tilburg werd gesticht door Joannes Zwijsen, de toenmalige pastoor van de Heikese kerk in Tilburg.

## Geschiedenis

### Oprichting
Pastoor Zwijsen, de latere bisschop van 's-Hertogenbosch en aartsbisschop van Utrecht, begon de Congregatie van de Zusters van Liefde in 1832. Over de oprichting schreef hij: 'In 1832 Pastoor dezer parochie geworden zijnde, besloot ik een Gesticht van Liefdadigheid op te rigten, uitsluitend in het belang der arme kinderen mijner parochie, die geene gelegenheid hadden eenig onderrigt te ontvangen. Ik had niets anders op het oog, dan het oprigten eener school, waarin die arme kinderen zouden onderwezen worden in lezen, schrijven, naayen en breye'.
Zwijsen begon met drie begijnen uit het Belgische Hoogstraten. Zij startten hun werk in een kleine woning aan de Piusstraat. In 1833 verhuisden zes zusters naar de Nieuwlandstraat. In 1834 betrokken dertien zusters het moederhuis aan de Oudedijk, dat door Zwijsen werd aangeduid als ‘het huis met de dertien celletjes’. Dit tehuis bleek al snel te klein. Naast het geven van onderwijs zetten de zusters zich ook in voor de zorg voor weeskinderen, bejaarden en gehandicapten en voor de verpleging van zieken. In de loop der tijd ontstond een omvangrijk kloostercomplex, waaraan ook een lagere school, een MULO, een kweekschool, een lyceum, een weeshuis, een naaischool, een school voor zwakzinnige kinderen en een huishoudschool verbonden waren. De zusters werkten ook op andere onderwijs- en zorginstellingen in de stad, zoals het Sint Leonardus-gesticht en het Sint Ignatius-gesticht.

### Uitbouw
Bij het overlijden van Zwijsen in 1877 telde de congregatie ongeveer 1.500 leden. Zij waren ondertussen al buiten Nederland gevestigd: in België (1840), Engeland en Wales (1861) en de Verenigde Staten van Amerika (1874). Daarna volgden missionaire vestigingen in Nederlands-Indië (1885) en Suriname (1894).
Na honderd jaar had de congregatie 63 huizen voor bejaarden en hulpbehoevenden, 22 weeshuizen en 3 voogdijhuizen. Daarmee was zij Nederlands grootste kloostervereniging.
Na de Tweede Wereldoorlog kwamen hierbij nog vestigingen in de Filipijnen (1960), Brazilië (1962) en Oost-Timor (199?).

### 21e Eeuw

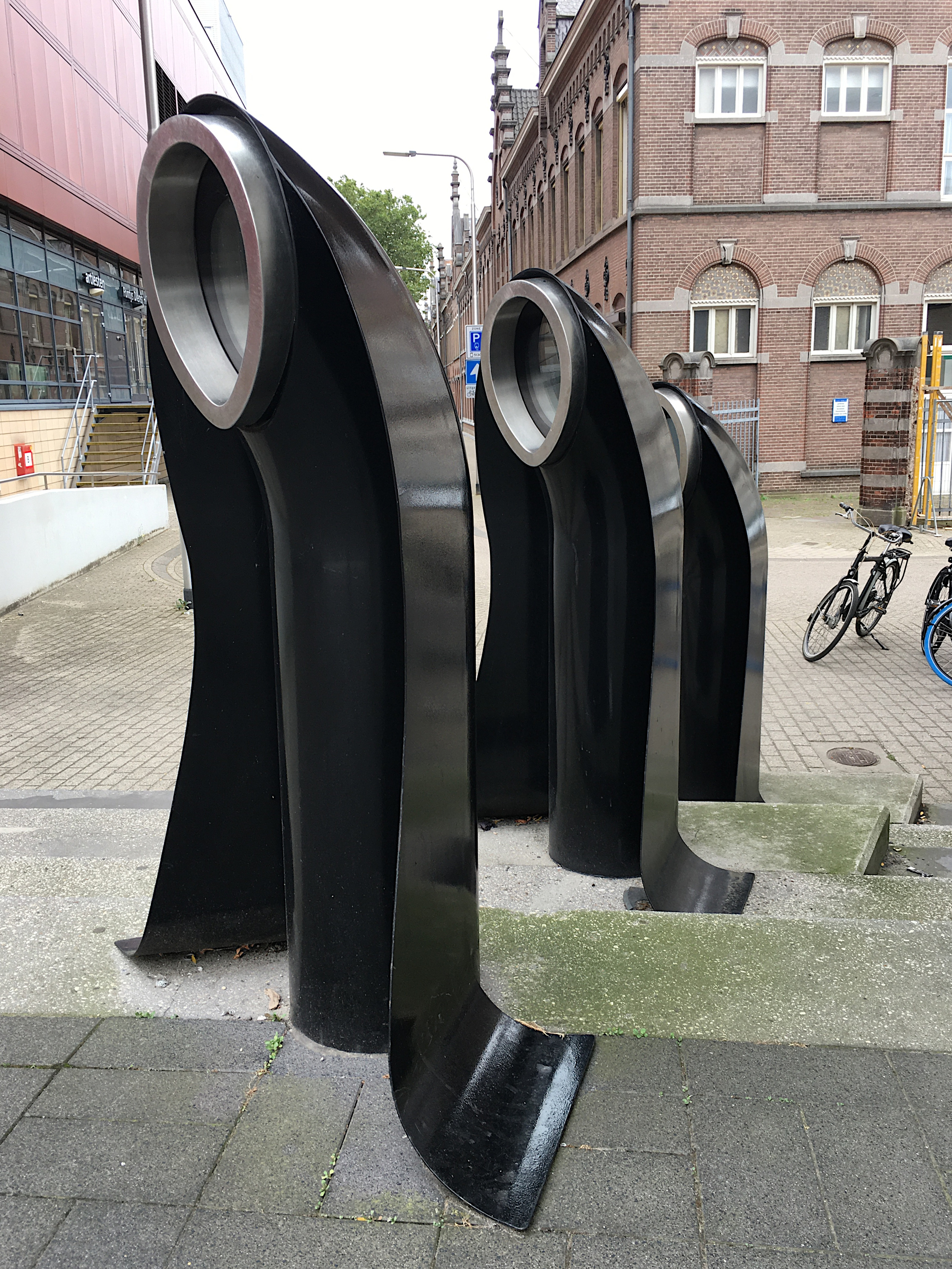
'Zusters van staal' door Judith Kuijpers (2009)

In 2008 waren er wereldwijd 800 Zusters van Liefde actief, in 2011 een 600-tal en in 2021 nog 330.
In België had de congregatie filiaalhuizen in Borgloon, Maaseik, Zonhoven, Mechelen-Bovelingen, Tessenderlo, Val-Meer, Bree en Sclayn.
Nederlandse Zusters van Liefde waren tot ver in de twintigste eeuw actief, maar hun taken zijn grotendeels overgedragen aan leken. Zij zetten zich in voor pastorale zorg, terminale zorg en zorg voor gedetineerden en vluchtelingen. De meeste zusters wonen in Tilburg, waar het provincialaat gevestigd is, enkelen wonen elders in Nederland. Het algemeen bestuur van de congregatie is gevestigd in 's-Hertogenbosch. Veel zusters liggen begraven of zijn bijgezet in een crypte bij de kapel op begraafplaats Sint Barbara in Utrecht.

## Bijnamen
- De Tilburgse 'Zusters van de Oude Dijk' hadden verschillende bijnamen, zoals 'Zusters van Centen' of 'Zusters van Liefde, Krengen van Barmhartigheid'.